# 혜성 은하
혜성 은하(영어: Comet Galaxy)는 지구로부터 약 32억 광년 떨어진 나선 은하이다. 2007년 3월 2일에 발견되었으며, 에이벨 2667 은하단에 속한다.

## 명칭의 유래
은하의 뒤에 길게 늘어진 꼬리 같은 구조가 존재해 혜성 은하라는 이름이 붙었다.

## 속도 및 고유 운동
은하단의 중력에 의해 빠른 속도로 이동하고 있으며, 이로 인해 운동 방향으로 강한 가스 압력을 받아 은하 내에 있던 성간 물질이 뜯겨져 나가고 있는 상태이다.

## 꼬리 구조의 이유
이 뜯겨진 물질에서 다시 가스가 응축되어 일부 젊은 항성들이 탄생하여 현재와 같은 꼬리 구조를 형성하였다.

## 운명
해당 은하의 운명은 매우 어두운데, 너무 빠른 속도로 인해 본체 은하는 가스를 전부 잃어 항성 탄생이 멈춘 죽은 은하가 될 것이며 뜯겨져 나간 꼬리 구조 또한 얼마 가지 않아 흩어져 버릴 것으로 추측된다.